# Bandeira de Itapipoca
A bandeira de Itapipoca é um dos símbolos oficiais do município de Itapipoca, estado do  Ceará.

## Descrição
O atual desenho é dado pela Lei Municipal n.º 036/2013, que "dispõe sobre a revitalização do brasão e da bandeira do Município de Itapipoca".